# Jamie Bamber
Jamie Saint John Bamber Griffith, ismertebb nevén Jamie Bamber (Hammersmith, London, 1973. április 3. –) angol színész.
Főként televíziós munkáiról ismert: Lee Adama századost alakította a Csillagközi romboló című sci-fi sorozatban és az ahhoz kapcsolódó egyéb televíziós programokban. A Law & Order: UK bűnügyi sorozatban Matt Devlin nyomozót játszotta, mellékszerepben feltűnt Az elit alakulat epizódjaiban is.

## Filmográfia

### Film
| Év   | Magyar cím                            | Eredeti cím                                   | Szerep                 | Magyar hang    |
| ---- | ------------------------------------- | --------------------------------------------- | ---------------------- | -------------- |
| 2003 |                                       | The Devil's Tattoo                            | Tom                    |                |
| 2008 | Mezsgye 2. – Túlvilág                 | Pulse 2: Afterlife                            | Stephen                | Czvetkó Sándor |
| 2012 | Várom a párom és a papám              | Un jour mon père viendra                      | Stephen Astarti        |                |
| 2012 |                                       | Filly Brown                                   | Sam                    |                |
| 2012 | Tom és Jerry – Robin Hood és hű egere | Tom and Jerry: Robin Hood and His Merry Mouse | Robin Hood (hangja)    |                |
| 2013 |                                       | Before I Sleep                                | Paul                   |                |
| 2014 |                                       | John Doe: Vigilante                           | John Doe               |                |
| 2015 |                                       | The Better Half                               | Jeff Ryan              |                |
| 2015 |                                       | Numb                                          | Will                   |                |
| 2016 |                                       | Money                                         | John                   |                |
| 2016 |                                       | A New York Christmas                          | Sam Martin             |                |
| 2017 | Te válassz!                           | L'Embarras du choix                           | Paul                   | Welker Gábor   |
| 2018 |                                       | Inferno: Skyscraper Escape                    | Tom Bronson            |                |
| 2019 |                                       | The Car: Road to Revenge                      | Caddok                 |                |
| 2022 |                                       | Titanic 666                                   | Hal Cochran professzor |                |
| 2022 |                                       | The Lair                                      | Roy Finch őrnagy       |                |

### Televízió
| Év        | Magyar cím                  | Eredeti cím                    | Szerep                      | Megjegyzések                                                    |
| --------- | --------------------------- | ------------------------------ | --------------------------- | --------------------------------------------------------------- |
| 1998–2001 | Őfelsége kapitánya          | Hornblower                     | Archie Kennedy hadnagy      | 5 epizód                                                        |
| 1999      | A vörös Pimpernel           | The Scarlet Pimpernel          | Lord Tony Dewhurst          | 1 epizód                                                        |
| 2000      | Agatha Christie: Poirot     | Agatha Christie's Poirot       | Ralph Paton                 | - 1 epizód (Az Ackroyd-gyilkosság) - magyar hangja Zámbori Soma |
| 2000      | Lady Audley titka           | Lady Audley's Secret           | George Talboys              | tévéfilm                                                        |
| 2001      |                             | Bob Martin                     | James                       | 1 epizód                                                        |
| 2001      | Az elit alakulat            | Band of Brothers               | Jack Foley alhadnagy        | minisorozat (3 epizód)                                          |
| 2001–2002 |                             | Peak Practice                  | Dr. Matt Kendal             | 8 epizód                                                        |
| 2002      |                             | Daniel Deronda                 | Hans Meyrick                | minisorozat (4 epizód)                                          |
| 2002–2003 | Terrorkommandó              | Ultimate Force                 | Dennis "Dotsy" Doheny       | 8 epizód                                                        |
| 2003      | Csillagközi romboló         | Battlestar Galactica           | Lee 'Apollo' Adama százados | minisorozat (2 epizód)                                          |
| 2004–2009 | Csillagközi romboló         | Battlestar Galactica           | Lee 'Apollo' Adama százados | főszereplő (68 epizód)                                          |
| 2007      | Csillagközi romboló: Penge  | Battlestar Galactica: Razor    | Lee 'Apollo' Adama százados | - tévéfilm - magyar hangja: - Fekete Zoltán                     |
| 2007      | Döglött akták               | Cold Case                      | Jack Kimball                | 1 epizód                                                        |
| 2007      | Szellemekkel suttogó        | Ghost Whisperer                | Bryan Curtis                | 1 epizód                                                        |
| 2007      |                             | The Last Detective             | Luke Clayhill               | 1 epizód                                                        |
| 2009      | Dollhouse – A felejtés ára  | Dollhouse                      | Martin Klar                 | 1 epizód                                                        |
| 2009      | Csillagközi romboló: A terv | Battlestar Galactica: The Plan | Lee 'Apollo' Adama százados | - tévéfilm - magyar hangja: - Fekete Zoltán                     |
| 2009–2011 |                             | Law & Order: UK                | Matt Devlin                 | főszereplő (1–5. évad) 32 epizód                                |
| 2011      | A bolygó neve: Carpathia    | Outcasts                       | Mitchell Hoban              | 1 epizód                                                        |
| 2011      | CSI: Miami helyszínelők     | CSI: Miami                     | Ronnie Hale                 | 1 epizód                                                        |
| 2011      | Doktor House                | House                          | Bob Harris                  | 1 epizód                                                        |
| 2012      | A hidegsebész               | Body of Proof                  | Aiden Welles                | 3 epizód                                                        |
| 2012      | Észlelés                    | Perception                     | Dr. Michael Hathaway        | 3 epizód                                                        |
| 2013      |                             | Monday Mornings                | Dr. Tyler Wilson            | főszereplő (10 epizód)                                          |
| 2014      |                             | The Smoke                      | Kev Allison                 | főszereplő (8 epizód)                                           |
| 2014–2015 | Született detektívek        | Rizzoli & Isles                | Paul Wescourt               | 2 epizód                                                        |
| 2014–2015 | NCIS                        | NCIS                           | Jake Malloy                 | 6 epizód                                                        |
| 2015      | A hírnökök                  | The Messengers                 | Vincent Plowman             | 3 epizód                                                        |
| 2016–2018 |                             | Marcella                       | Tim Williamson              | 14 epizód                                                       |
| 2017      |                             | Fearless                       | Matthew Wild                | minisorozat (5 epizód)                                          |
| 2017      | Képmás                      | Counterpart                    | Eric Burton                 | 1 epizód                                                        |
| 2019–2020 | Válaszcsapás                | Strike Back                    | Alexander Coltrane ezredes  | 19 epizód                                                       |
| 2021      | Bűn és ártatlanság          | Innocent                       | Sam Wright                  | főszereplő                                                      |
| 2022      |                             | DI Ray                         | Martyn Hunter               | 4 epizód                                                        |
| 2022      |                             | Signora Volpe                  | Adam Haines                 | 2 epizód                                                        |
| 2023      |                             | Beyond Paradise                | Archie Hughes               | 5 epizód                                                        |
| 2023      |                             | Cannes Confidential            | Harry King                  | főszereplő (6 epizód)                                           |
| 2023      | Ki az az Erin Carter?       | Who Is Erin Carter?            | Jim Armstrong               | 2 epizód                                                        |